# Варфоломій (Любарський)
Єпископ Варфоломій (в миру Володимир (або Василь) Павлович Любарський; 15 липня 1699, Мена — 4 червня 1774, Вятка) — український релігійний діяч доби Гетьманщини. Випускник Чернігівського колегіуму. Єпископ Російської православної церкви, єпископ Вятський і Великопермський. Місіонер у Країні Комі.

## Біографія
Народився в сім'ї священика в місті Мена Чернігівського полку. Близький родич митрополита Платона Любарського, який згодом склав його біографію.
Освіту здобув у Чернігівському колегіумі, де був учнем Антонія Стаховського, потім — у Києво-Могилянській академії.
25 квітня 1729 р. архієпископом Гедеоном Вишневським пострижений у чернецтво.
Протягом 1729–1744 рр., на запрошення архієпископа Гедеона, послідовно був викладачем всіх класів, префектом, ректором у Смоленській духовній семінарії.
З 1738 року — архімандрит Смоленського Авраамового монастиря.
1739 р., через обмову ієромонахом Кирилом Ярошевичем (пізніше страченого в Смоленську) провів 2 місяці в ув'язненні в Таємній канцелярії, але був виправданий.
З 29 червня 1745 р. — архімандрит Пафнутієвого Боровського монастиря Калузької єпархії.
З 1747 року — архімандрит Ярославського Спаського монастиря Ростовської єпархії.
9 травня 1758 р. призначений архієпископом Вятським і Великопермським. 19 липня 1758 р. хіротонізований. 15 жовтня 1758 р. прибув до Вятки.
Помер 4 липня 1774 р. Похований в Вятському Троїцькому кафедральному соборі.